# Visuelle Kryptographie
Visuelle Kryptographie erlaubt es, Informationen zu verschlüsseln, die in Form von weißen und schwarzen Pixeln vorliegen. Die Entschlüsselung kann alleine mithilfe der optischen Wahrnehmung erfolgen. Die Hilfe von Computern nicht erforderlich.
Das erste visuelle Verschlüsselungsverfahren wurde 1994 von Moni Naor und Adi Shamir entwickelt. Es handelt sich um eine visuelle Secret-Sharing-Technik, bei der ein Bild in {\displaystyle n} Teilbilder zerlegt wird. Eine beliebige Menge von {\displaystyle n-1} Teilbildern lässt keine Rückschlüsse auf das Original zu. Jedes Teilbild wird auf eine transparente Folie gedruckt. Die Entschlüsselung erfolgt durch Übereinanderlegen aller Teilebilder.

## Beispiel

Demonstration visueller Kryptographie

In diesem Beispiel wird das Wikipedia-Logo in zwei Folien zerlegt.
- Für jedes weiße Pixel des Logos werden zwei gleiche Blöcke aus vier Pixeln auf den Folien erzeugt, die zur Hälfte schwarze und zur Hälfte weiße Pixel beinhalten. Legt man die Blöcke übereinander, entsteht (aus der Ferne betrachtet) ein grauer Block.
- Für jedes schwarze Pixel werden zwei komplementäre Viererblöcke erzeugt. Legt man die Blöcke übereinander, entsteht ein schwarzer Block.

Wenn jedes Pixel des Original-Bildes zufällig wie oben beschrieben kodiert wird, ist jede Folie für sich eine zufällige Sammlung von Blöcken. Nur durch Kenntnis beider Folien können Informationen über das Original gewonnen werden.